# Enampore
Enampore (ou Enampor) est un Commune du Sénégal, situé en Basse-Casamance, entre Oussouye et Ziguinchor, non loin de la rive gauche du fleuve Casamance. C'est le chef-lieu de la communauté rurale d'Enampore, dans l'arrondissement de Nyassia, le département de Ziguinchor et la région de Ziguinchor.

## Histoire
Le village se trouve au cœur du Mof Awi (ancien royaume du Bandial).
Il a commencé à faire parler de lui dans les années 1970, notamment en 1973 lorsque s'est créé à Enampore le premier des Campement ruraux intégrés (CRI), une formule qui s'est répandue avec succès en Casamance.
En 1974, les villageois ont construit une grande case à impluvium sur le modèle de l'architecture traditionnelle qui a été reconstruite après l'incendie qui l'a ravagée en 1987.
En 2005, un Collège d'enseignement moyen (CEM) a été créé.

## Géographie
Les localités les plus proches sont Batinière, Séléki, Kamogueul et Essyl.

### Physique géologique
Aux alentours la forêt est dense, constituée surtout de fromagers, de rôniers et de baobabs. Des bois sacrés abritent le site royal du royaume d’Affilédio.
La mangrove à palétuviers est également présente.
Cependant, au cours des deux dernières décennies, la région – traditionnellement la plus luxuriante du pays – a enregistré des déficits pluviométriques qui ont eu des conséquences néfastes sur l'environnement naturel, telles qu'une salinité excessive de la mangrove ou l'acidité de l'eau et de la terre.

### Population
La population est d'origine diola. Enampore fait partie des quelques villages où l'on parle encore la langue bandial.
Lors du dernier recensement (2002), Enampore comptait 347 personnes et 48 ménages.

### Économie
Les ressources du village reposent principalement sur la riziculture – souvent confiée aux femmes –, mais on plante aussi d'autres céréales, moins gourmandes en eau telles que le mil, ainsi que des légumes. Les hommes récoltent le vin de palme.
La pêche au diapang et le ramassage des huîtres font également partie des activités traditionnelles.
L'architecture diola – les célèbres cases à impluvium – constituant un centre d'intérêt majeur pour le tourisme de découverte, elle contribue grandement au succès des campements, d'autant plus que deux des trois cases d'Enampore sont utilisées pour l'hébergement.
L'artisanat (vannerie, sculpture sur bois, poterie, tissus) s'en trouve également encouragé.

## Jumelages et partenariats
Des liens privilégiés existent avec la commune de Pornichet.

## Galerie

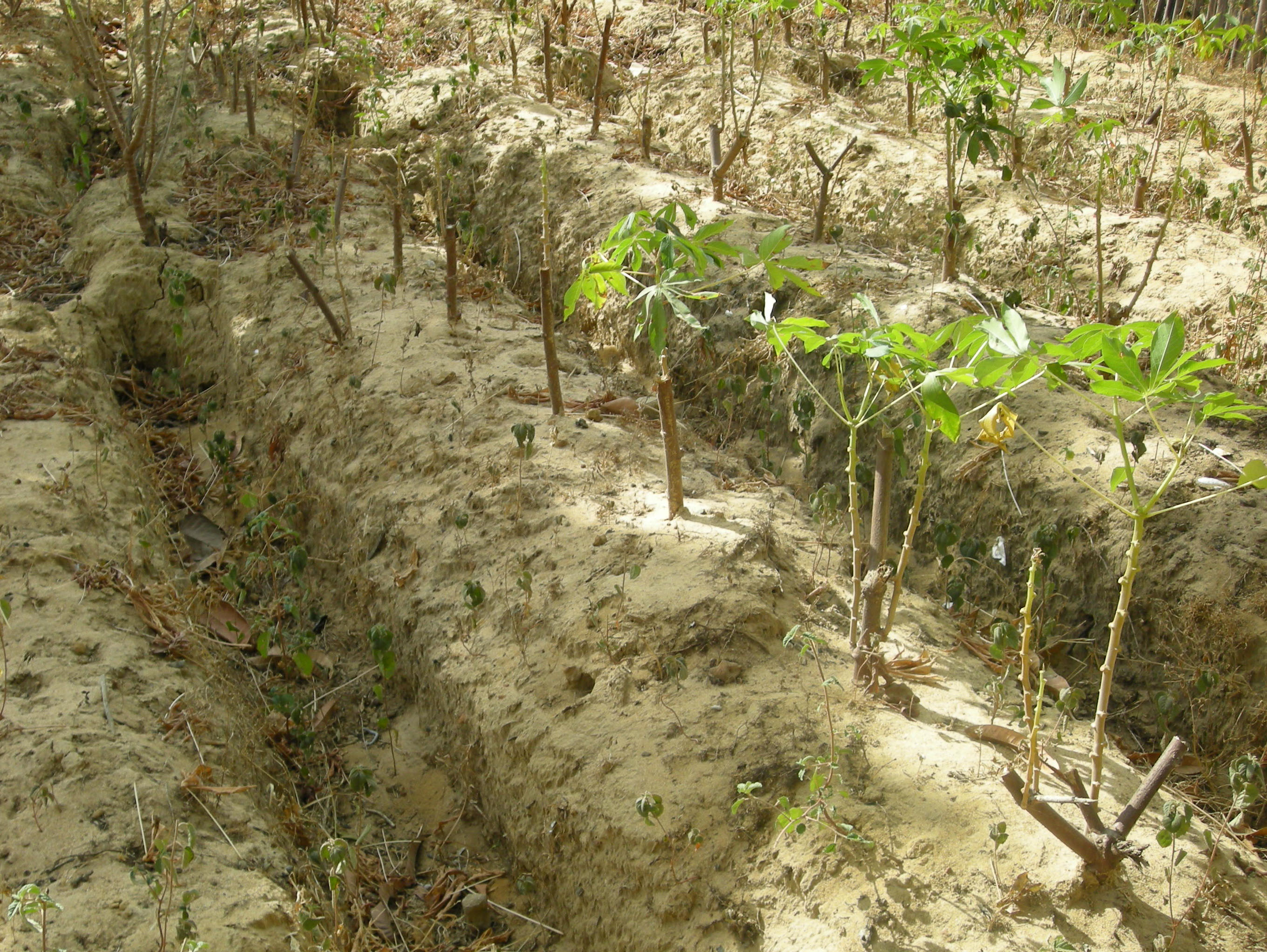
Culture du manioc
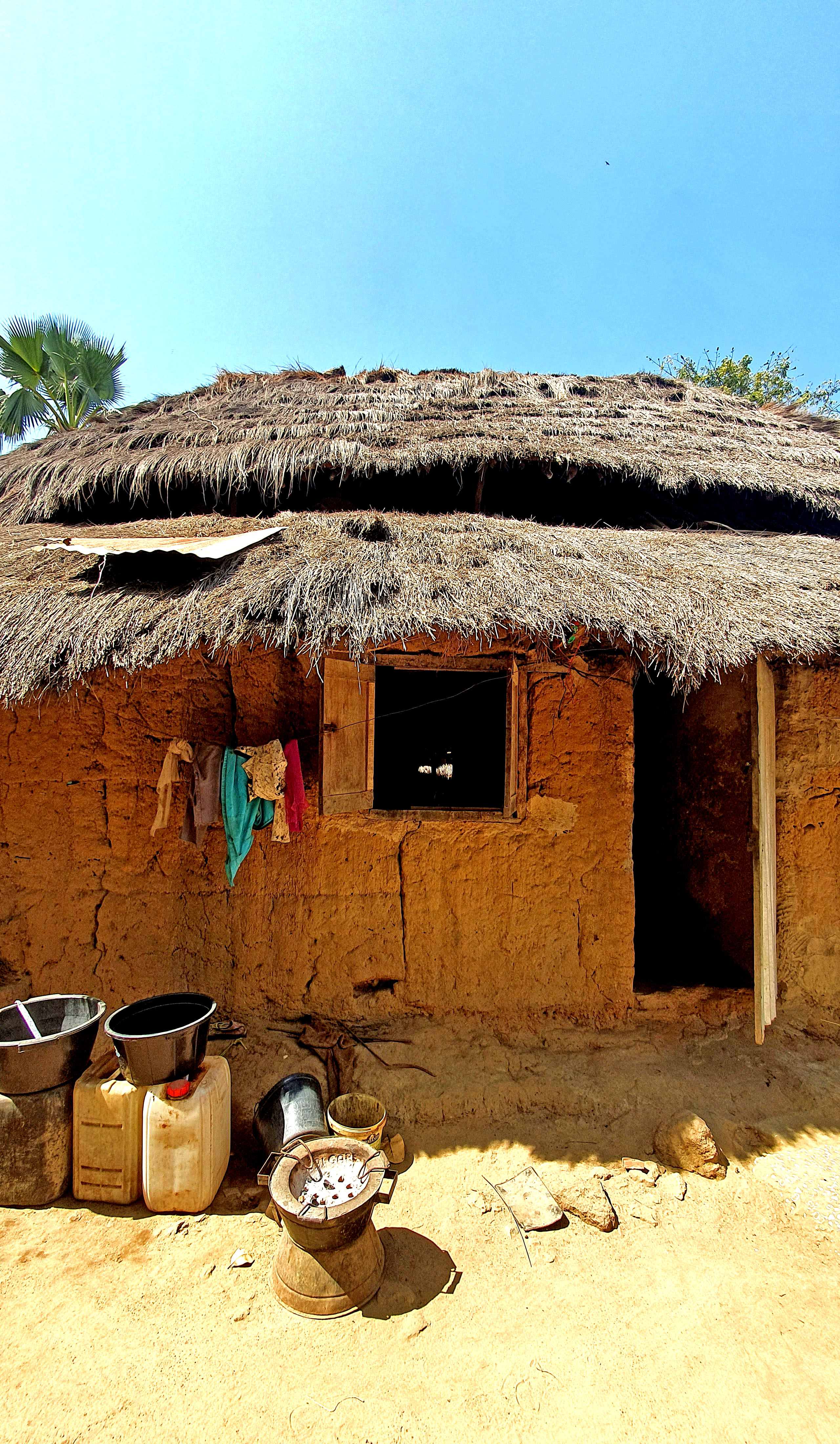
Case utilisée par les habitants.
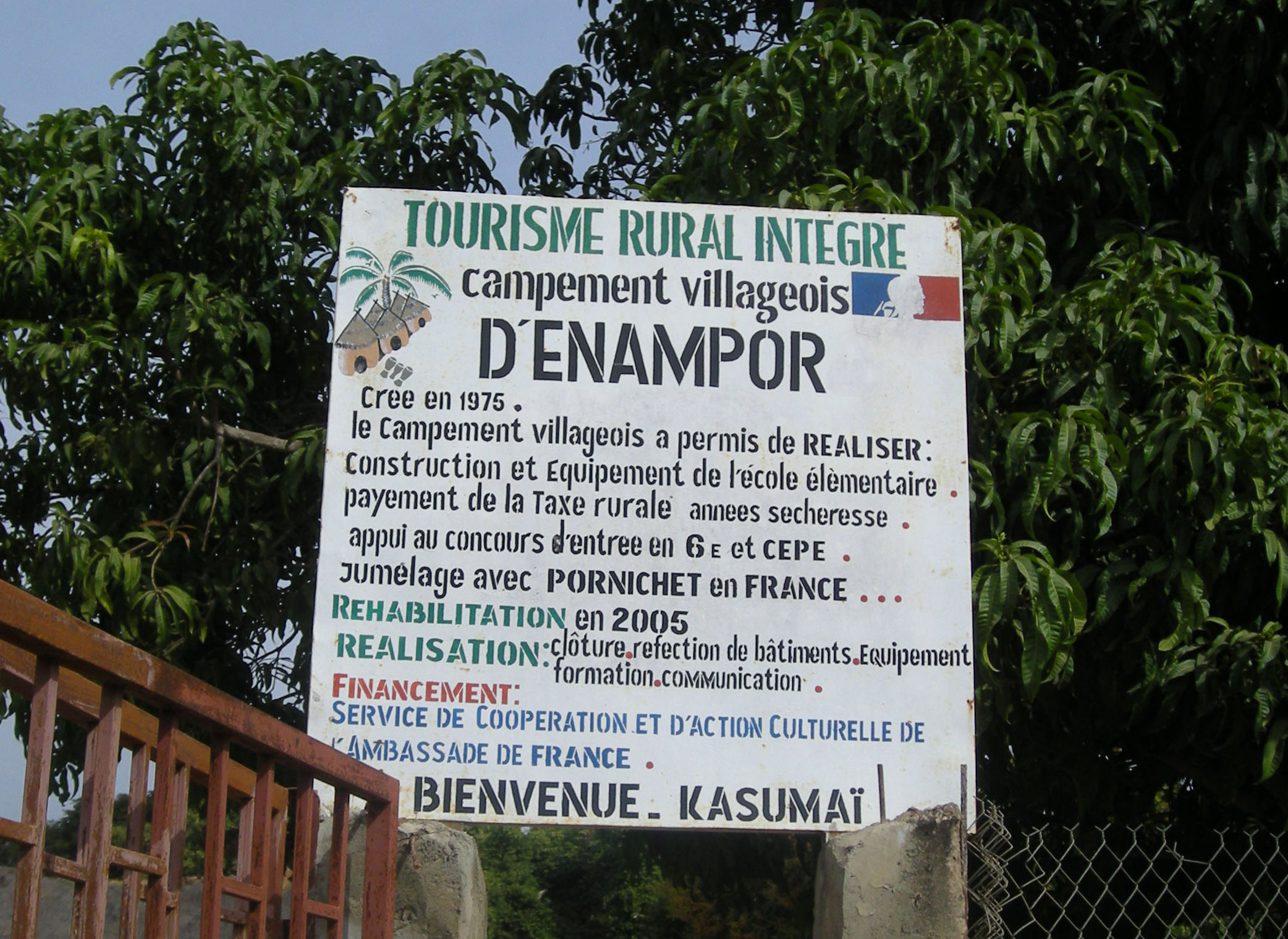
Entrée du campement villageois intégré
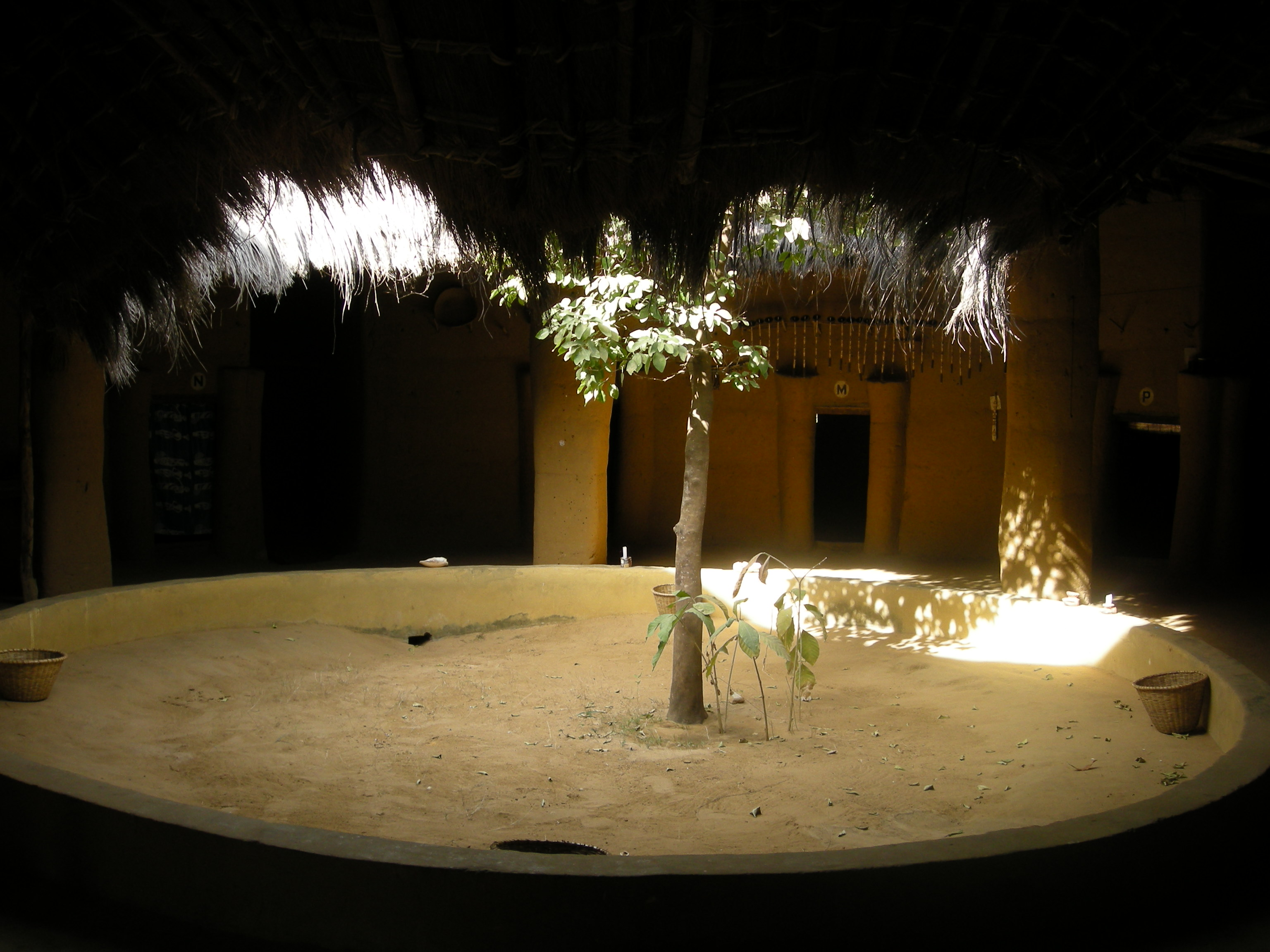
Une case à impluvium aménagée dans le campement
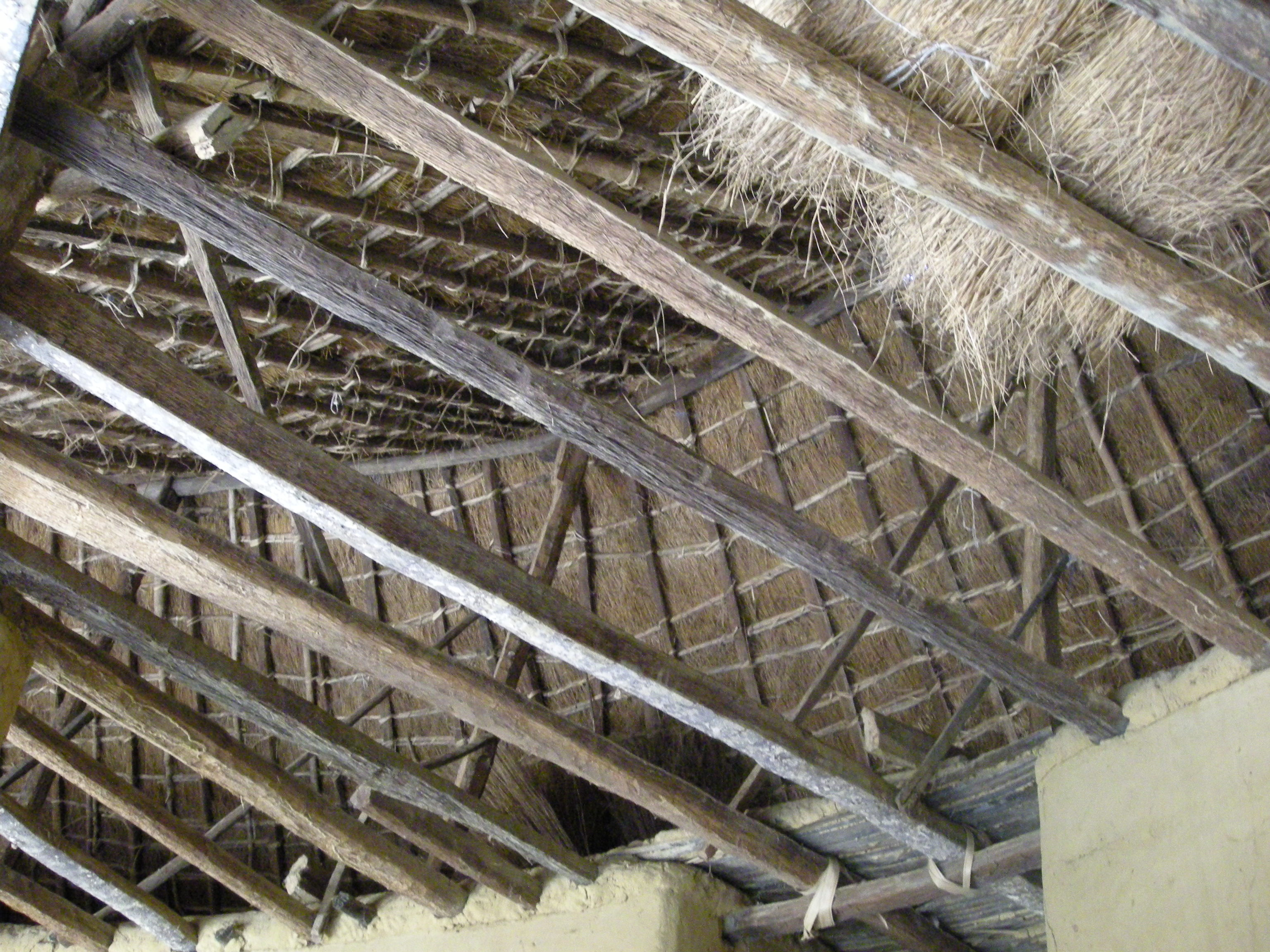
Charpente de case en bois de rônier, résistant aux termites